# دهستان قزقانچای
دهستان قزقانچای دهستانی در بخش ارجمند شهرستان فیروزکوه، استان تهران در ایران است. براساس سرشماری مرکز آمار ایران در سال ۱۳۸۵، جمعیت آن ۲۹۳۱ نفر (۷۲۴ خانوار) بوده‌است.